# OUT FLOW
OUT FLOW（あうと ふろう）は2003年10月30日に発売されたI'veのインディーズアルバム。
I've Girls Compilationシリーズ第5弾。発売日は2003年10月30日。品番はICD-66008。先行して2003年9月5日にLAMENTとOUT FLOWと「SEE YOU」プロモーションビデオDVDがセットとなった初回限定盤もリリースされた。当初は第4弾のLAMENTとの2枚組を予定していたが、1枚でもアルバムとして成立していたので2枚組みではなく2枚同時発売という形になった。前作同様、ソフトウェア取扱店にて販売された。

## 収録曲
1. Heart of Hearts／KOTOKO
  - 作詞：KOTOKO／作曲・編曲：高瀬一矢
2. Close to me…／KOTOKO
  - 作詞：KOTOKO／作曲・編曲：高瀬一矢
3. さよならを教えて 〜comment te dire adieu〜／MELL
  - 作詞：長岡建蔵／訳詞・作曲：さっぽろももこ／編曲：高瀬一矢
4. Senecio／詩月カオリ
  - 作詞：KOTOKO／作曲：中沢伴行／編曲：中沢伴行、wata
5. sensitive／KOTOKO
  - 作詞：KOTOKO／作曲・編曲：高瀬一矢
6. Wind and Wander／川田まみ
  - 作詞：KOTOKO／作曲・編曲：中沢伴行
7. Ever stay snow／SHIHO
  - 作詞・作曲・編曲：高瀬一矢
8. 風と君を抱いて／川田まみ
  - 作詞：KOTOKO／作曲・編曲：高瀬一矢
9. 空を舞う翼 -Album Mix-／島宮えい子
  - 作詞：門司／作曲･編曲：wata
10. 砂の城 -The Castle of Sand-／島宮えい子
  - 作詞：片岡とも／作曲・編曲：高瀬一矢
11. Velocity of sound／MOMO
  - 作詞：KOTOKO／作曲・編曲：中沢伴行
12. Out Flow／MELL
  - 作詞：ハリー吉田／作曲・編曲：高瀬一矢

## タイアップ
| 曲名                                       | タイアップ                                                                           |
| ------------------------------------------ | ------------------------------------------------------------------------------------ |
| Heart of Hearts                            | PCゲーム『Heart of Hearts』エンディングテーマ                                        |
| Close to me...                             | PCゲーム『effect 〜悪魔の仔〜』オープニングテーマ                                    |
| さよならを教えて 〜comment te dire adieu〜 | PCゲーム『さよならを教えて 〜comment te dire adieu〜』主題歌                         |
| Senecio                                    | TVアニメ『おねがい☆ティーチャー』イメージソング                                      |
| sensitive                                  | PCゲーム『犠妹 〜背徳の契り〜』オープニングテーマ OVA『犠母妹』エンディングテーマ    |
| Wind and Wander                            | PCゲーム『Silvern 〜銀の月、迷いの森〜』主題歌                                       |
| Ever stay snow                             | PCゲーム『Snow Drop』オープニングテーマ                                              |
| 風と君を抱いて                             | PCゲーム『CROWD FANBOXぷらす miss you』主題歌 PCゲーム『miss you』オープニングテーマ |
| 空を舞う翼                                 | PCゲーム『Blue-Sky-Blue【s】-空を舞う翼-』主題歌                                     |
| 砂の城 -The Castle of Sand-                | PCゲーム『朱 -Aka-』挿入歌                                                           |
| Velocity of sound                          | PCゲーム『ソニックプリンセス』主題歌                                                 |